# Abarema ganymedea
Abarema ganymedea é uma espécie de legume da família das Leguminosae na Colômbia e Ecuador.